# Dominostein
Il Dominostein o cubi domino è una specialità dolciaria tradizionale a base di pan di zenzero tedesca e austriaca. È formata da diversi strati di ingredienti diversi: pan di zenzero, castagne, marzapane marrone o persipan, ma soprattutto gelatina di frutta con una copertura di cioccolato, sia fondente che al latte. Anche se sono reperibili tutto l'anno, sono principalmente prodotti stagionali, in autunno e in l'inverno, insieme ai tradizionali dolci e biscotti natalizi.
La legislazione alimentare tedesca classifica il Dominostein come un dolce ripieno di marzapane marrone. Oltre al classico Dominostein questa legislazione stabilisce due livelli di qualità, ossia:
- i Domino Belle: questi dolci devono contenere almeno due strati di ripieno, di cui almeno uno preparato con la frutta e uno in marzapane. Un altro termine per definire questa tipologia di dolce è: "Dominostein da dessert".
- i Domino Finest: questi dolci possono contenere solo ripieni di frutta e marzapane.

I più comuni sono i cosiddetti doppi domino, riempiti con doppia farcitura: uno strato di pan di zenzero, su uno di gelatina di frutta e persipan. I domino riempiti semplicemente con altri ripieni sono reperibili quasi esclusivamente presso i fornai o i negozi Lebküchner, specializzati in dolci in pan di zenzero.
Per preparare il domino è necessario eseguire una prima cottura alla base del pan di zenzero, successivamente lo si pone su di un'ampia superficie, e secondo le varianti lo si compone con ulteriori strati di pan di zenzero. Solo alla fine i bordi vengono rifiniti a cubetti, ricoprendoli con il cioccolato.

## Storia
Il dominostein venne inventato nel 1936 a Dresda dal cioccolataio Herbert Wendler (1912–1998). Probabilmente in quel periodo a causa della scarsità di cibo e di materie prime venne creato un dolce attraente, all'apparenza completamente di cioccolato, ma farcito di prodotti comunque di facile reperibilità anche per quel periodo. Durante la seconda guerra mondiale venne soprannominato "Notpraline". A causa della bancarotta della società del cioccolatiere Herbert Wendler, la ricetta originale e la tradizione vennero ceduti alla "Dr. Quendt", alla quale i pasticcieri aggiunsero un nuovo prodotto: la confezione "Mr. Dresdner", un ripieno al 30% di punch al rum.